# Jenócrates
Jenócrates (en griego, Ξενοκράτης; Calcedonia, ca. 396-Atenas, 314 a. C.) fue un filósofo y matemático griego.

## Biografía
Discípulo de Platón, le acompañó a Sicilia cuando fue invitado por el tirano Dionisio de Siracusa. Sucedió a Espeusipo el año 339 a. C. en la dirección de la Academia platónica, cargo que desempeñó hasta su muerte; gustaba en especial de comentar el Timeo de su maestro. Se han conservado solamente fragmentos de sus libros; amante de las divisiones tripartitas, separó la filosofía en física, ética y lógica, denominación esta última que, según Sexto Empírico, Jenócrates prefería a la de dialéctica, y estimó que la realidad consistía en objetos de percepción, conocimiento y opinión; distinguió también entre mente, cuerpo y alma y sostuvo que todo surge entre "lo uno", que constituye la quietud y el bien, y "lo múltiple", que constituye el movimiento y el mal.
En toda su obra se echa de ver el deseo de armonizar la doctrina de Pitágoras de Samos con el idealismo de su maestro, para lo cual identificó la ειδη (eidē/"idea") o los arquetipos platónicos con los números.
Muy apreciado por Alejandro Magno, recibió de él cincuenta talentos como obsequio. Es autor de un tratado Sobre el arte de reinar, De la filosofía y De la naturaleza; escribió también una obra sobre pintura y escultura que se ha perdido
| Predecesor: Espeusipo | Escolarca de la Academia de Atenas 339 a. C. - 314 a. C. | Sucesor: Polemón |